# Eur (zona di Roma)
Eur è la zona urbanistica 12A del Municipio Roma IX di Roma Capitale.
Si estende in gran parte sul quartiere Q. XXXII Europa e parzialmente, nella parte nord, sul quartiere Q. X Ostiense.

## Geografia fisica

### Territorio
La zona urbanistica è situata a sud della capitale, internamente al Grande Raccordo Anulare e a cavallo di via Cristoforo Colombo. Essa confina:
- a nord con le zone urbanistiche 11B Valco San Paolo e 11C Garbatella,
- a est con le zone urbanistiche 11E Tor Marancia, 11F Tre Fontane e 12B Villaggio Giuliano,
- a sud con la zona urbanistica 12D Laurentino,
- a sud-ovest con le zone urbanistiche 12C Torrino e 12X Tor di Valle,
- a ovest con le zone urbanistiche 15D Trullo e 15C Pian due Torri.